# 惹不起的殿下大人
《惹不起的殿下大人》（英語：To Get Her）是2019年中國大陸架空歷史古裝劇，為《惹上冷殿下》的姐妹篇。由唐曉天、黃日瑩領銜主演，呂昀峰、林楓松、曾可妮、金璐瑩、潘蕾亦主演，在2019年12月7日於騰訊視頻和芒果TV首播。

## 播出時間
| 頻道     | 所在地   | 播映日期      | 播出時間         | Ref.  |
| 騰訊視頻 | 中国大陆 | 2019年12月7日 | 週六到週一 20:00 | [ 3 ] |
| 芒果TV   | 中国大陆 | 2019年12月7日 | 週六到週一 20:00 | [ 3 ] |

## 演員表

### 主要角色
| 演員   | 角色   | 簡介 |
| 唐曉天 | 涂思熠 | 人氣偶像／褚星國三王子 遊戲《殿下攻略》代言人兼男主角 林錚錚的男朋友，第1集分手，後於第30集復合 涂思雅的兄長 內容 第1集，因與《殿下攻略》遊戲角色「三王子涂思熠」進行對接，意識被困遊戲內。 第2集，誤食發了芽的土豆已引起輕微的食物中毒。 第5集，與林真兒到郊外散心並發現林真兒身上的手機。在酒樓揭發崔塤行騙，並在市集上救了一名女子。 第6集，為得到琴譜《綠綺賦》而化名「余思熠」參與崔閣老的音律比賽，最終贏得琴譜。 第9集，發現林真兒並未懷孕。 第11集，拯救為其代罪的林真兒，前往沅日國尋找李長秀。 第13集，在眾國朝拜上被涂思成指使去記錄來賓禮品後，與林真兒夜闖二王府尋找使臣名單。後憑精通各國語言的技能取代二王子涂思成成為友好大使。 第14集，向林真兒謊稱去御書房後向慕容芊月學習製作蛋糕作為林真兒的生日禮物，又在皇帝壽辰宴上與伴舞的慕容芊月演奏生日歌。 第15集，因拒絕迎娶慕容芊月，被貶去皇陵駐守龍脈兩年。 第16集，為救身中劇毒的林真兒從皇陵逃走回到京城，參加慕容芊月的選婿大賽以贏得解藥鬼塚花。 第23集，恢復在現實世界的記憶，對涂思成謊稱前來追捕林真兒並將其押回京城。 第24集，為被貶為宮女的林真兒而賞賜並為浣洗宮女擦拭凝脂霜。 第25集，與被指使出宮採購的林真兒約會。 第26集，發現涂思成竟然患有紅綠色盲，並提議皇帝以天子之血祭天，以揭發涂思成非皇帝親生子的真相。後在付虎堂突襲時帶守衛反擊，但被迷暈。 第29集，與林真兒在崔家莊舉辦婚禮，並因遊戲中的大反派林真兒死亡而逃出遊戲。逃離遊戲室後被遊戲老闆肖恩制服，後警察將其送往醫院。 第30集，重返遊戲營救被困的林錚錚，並用半顆吊墜將失憶的林錚錚追回。在記者會上為保護林錚錚而謊稱已忘掉遊戲中的劇情，並決定不再當偶像，而是轉戰酒吧駐唱。 |
| 黃日瑩 | 林錚錚 | 涂思熠的女朋友，第1集分手，後於第30集復合。 內容 第1集，刪除與涂思熠視頻並與其分手。後進入《殿下攻略》遊戲中成為「三王妃林真兒」營救被困的涂思熠。 第30集，逃離遊戲並與涂思熠和好。 |
| 黃日瑩 | 林真兒 | 褚星國三王妃 → 一等宮女 → 三等宮女 → 三王妃 遊戲《殿下攻略》大反派 涂思雅的嫂子 內容 第1集，林錚錚進入遊戲成為「三王妃林真兒」，任務定為協助三王子涂思熠登基，但卻不小心損失一條性命。 第2集，按照收到的飛箭傳書赴約，發現前身參加了一個刺殺三王子的聯盟，後親自料理涂思熠的膳食以免被聯盟毒殺。原本想揭穿涂思成毒殺涂思熠的陰謀，卻在宴會之上大出洋相。 第3集，為頭疾復發的涂思熠按摩，答應搬入涂思熠寢殿的提議。在通靈節上冒充先皇顯靈暗示涂思熠是下任帝王的人選，卻被涂思成利用並被不小心涂思熠認出，再次搬出涂思熠寢殿。 第4集，發現手機，並在長公主威逼寫下休書時謊稱有孕自保。 第5集，與涂思熠到郊外散心，親吻涂思熠但遭訓斥。 第6集，為得到琴譜《綠綺賦》，陪同涂思熠參與崔閣老的音律比賽。 第7集，與涂思雅夜探崔閣老書房並遇到崔塤。 第8集，與涂思熠前往被縱火的崔府藏寶閣保護《綠綺賦》，後獲得《綠綺賦》並返回京城。 第9集，親自製作含有瀉藥的點心給李長秀以免其搶走《綠綺賦》。誤食點心而在茅房暈倒，被涂思熠發現其並未懷孕，二人爭吵。 第10集，到集市閒逛時意外獲得互換好感的技能，得知此時涂思熠對自己的好感達八十分。在皇帝面前為涂思熠代罪，被關押天牢。 第13集，在友好大使評選比賽上為涂思熠煽動氣氛，卻被瘸腿男人列舉前身的惡行。與涂思熠夜闖二王府尋找使臣名單，在名單上灑下白磷使其自行焚毀。收到肖恩的漂流瓶並得知涂思熠只有和慕容芊月成親才能快速登基，加大逃出遊戲的機會。 第14集，找到神算諸葛滔滔，並確認漂流瓶中的信息。 第15集，製作土電話與涂思熠溝通，勸說其如約做慕容芊月的嚮導，並為涂思熠前途而答應和離。 第16集，身中浣月國國寶、選婿大賽獎品鬼塚花為解藥的劇毒。 第18集，被長公主罰到藏書閣抄《女戒》一百遍，晚上露宿宮中。 第19集，誤以為遇上的安昭儀是專門收集美女五官的女鬼，翌日在冷宮趕走征討保護費的太監。在茶樓結識尹天善且求得其幫助。 第20集，在安貴妃宮中為其拆送來的禮盒，卻不想當中一個有恐嚇信的禮盒竟裝有暗箭。 第21集，溜進庫房尚工局翻閱蜀紙的記錄，且親自設計測謊儀以查出恐嚇信的嫌疑人。 第22集，在祭拜典禮上拔刀護駕後，遇到諸葛滔滔並得知前身實為了伺機刺殺皇上報父仇而進入王府，而尹天善更是林父的義子。 第23集，因一封遺書而被涂思成關入天牢，在涂思熠帶其離開時告知現實世界之事。為救涂思熠犧牲第二條性命，後被皇帝貶為宮女。 第24集，被調配往司製房且受到其他宮女的欺侮，後因涂思熠的到來而能夠擺脫繁重的工作。 第25集，被指使出宮採購，實為涂思熠想與其約會。被吉司製升为一等宮女，卻因拒絕慕容芊月遠離涂思熠而差點被綠礬油灼傷。後更被獲封月貴妃的慕容芊月調到福月宮。 第26集，被慕容芊月罰去河邊取水卻被伏虎堂襲擊。後推斷出患有紅綠色盲的涂思成并非皇上親生，以綠帽子試探涂思成。 第27集，恢復三王妃身份。 第29集，收到肖恩的漂流瓶並得知遊戲老闆肖恩強制關閉遊戲，但涂思熠需親手殺死大反派林真兒方能逃出，故要求涂思熠親手餵下含有毒藥的酒。在涂思熠逃離後獨自留在遊戲中並失憶。 第30集，成功與涂思熠逃離遊戲。 |

### 遊戲角色
| 演員   | 角色     | 簡介 |
| 呂昀峰 | 沈戴夫   | 大夫 遊戲《殿下攻略》角色 涂思熠的幕僚 愛慕慕容芊月 內容 第5集，涂思雅在酒樓被騙時，用銀針封住崔塤的穴位令其無法使用武功。 第6集，陪同涂思熠三人參與崔閣老的音律比賽，並與涂思雅到山下集市逛逛。 第9集，將花費了五個時辰，精心準備的香囊送給慕容芊月卻遭到拒絕。 第11集，陪同涂思熠前往沅日國尋找李長秀，且在茶樓品出茶水之中摻有豚草後一同昏倒。 第12集，與涂思熠逛街並遇到諸葛滔滔。 第15集，使用易容術假扮涂思熠與慕容芊月郊遊卻遇到山賊，在交出錢財後為涂思成包紮而得到慕容芊月的愛慕。後因在假扮期間對慕容芊月展示愛意而被涂思熠斥責且陷入冷戰。涂思熠蹴鞠胳膊脫臼後為其醫治但因涂思熠埋怨而被激怒。 第17集，讓崔塤和涂思雅尋找毒藥卻忘記將瓶子交給二人，查出毒藥是浣月國的烏雲蔽月後到驛站勸說慕容芊月。 第21集，協助林真兒優化測謊機。 第27集，趕到皇家獵場將神智不清的慕容芊月回到浣月國。 第29集，協助涂思熠準備對林真兒的驚喜。 |
| 林楓松 | 崔塤     | 騙子 遊戲《殿下攻略》角色 崔閣老的孫子 後成為涂思熠的幕僚 愛慕涂思雅 內容 第4集，在涂思雅的錢袋被盜後出手相助並與涂思雅用餐，其實是想令涂思雅以六十兩買下只值五文的琴。 第5集，在酒樓行騙時被涂思熠發現並被沈戴夫封住穴位而無法使用武功。對涂思熠謊稱是為贍養無家可歸的人被崔府家丁揭穿，遂拋出煙霧彈離開。 第7集，遇到夜探崔閣老書房的涂思雅與林真兒，偷去李長秀的鐵笛並轉送涂思雅。 第8集，在音律比賽第三輪上作為涂思熠的外援演奏塤曲並與祖父崔閣老重歸於好。 第9集，與涂思熠等人一同返回京城並成為涂思熠的幕僚。 第11集，陪同涂思熠前往沅日國尋找李長秀，利用江湖眼線得知李長秀走進麒蔚茶樓後失蹤一事。 第12集，與涂思雅及李長秀吃飯時在李長秀面前否認愛慕涂思雅。 第14集，陪同涂思熠逛集市時為涂思雅購買一對石鎖作禮物，但因撫摸其臉龐而被涂思雅暴打。 第17集，與涂思雅一同尋找毒藥並輪流含在口中保存，且親吻涂思雅。 第18集，歸家探望患病的崔閣老。 第19集，聽從崔閣老安排參與相親。 第20集，受涂思熠委託尹天善的身份卻發現其包袱內有半塊雕刻著真字的令牌。 第25集，將塤送給前往和親的涂思雅，並承諾只要吹響塤便會出現。 第26集，受涂思熠及沈戴夫激勵後擋在涂思雅的和親隊伍之前並告白。後協助林真兒制服伏虎堂殺手，且告知涂思熠二人涂思成與付虎堂私下對接一事。 第27集，與涂思雅歸家拜見家人。 第28集，在涂思熠的建議下贈送涂思雅健身器材作為禮物。 |
| 曾可妮 | 慕容芊月 | 浣月國公主 → 月貴妃 → 浣月國公主 愛慕涂思熠，後反目 內容 第5集，被崔塤欺騙，後懇求涂思熠打發其家丁。 第9集，與涂思熠及沈戴夫在集市相遇，拒絕沈戴夫製作的香囊。 第10集，到涂思熠居住的客棧與其切磋樂譜，並邀約涂思熠等人參與水燈節。 第13集，隨父親浣月王參與眾國，並越過友好大使涂思成向浣月王介紹涂思熠。到涂思熠府上做客且為涂思熠製作蛋糕。 第14集，教授涂思熠製作蛋糕，且在皇帝壽辰宴上為涂思熠演奏的生日歌伴舞。後向皇帝請求涂思熠為遊覽褚星國的嚮導。 第15集，與使用易容術假扮成涂思熠的沈戴夫郊遊卻遇到山賊，接受假「三王子」展露出的愛意，說服浣月王前去提親。後請求皇帝舉行選婿大會。 第16集，派出手下對林真兒下毒以令涂思熠參與選婿大會。 第17集，被沈戴夫勸說後對浣月王和褚星王提出退婚。 第25集，拒絕沈戴夫為其送別的請求，並打算用綠礬油令林真兒毀容，最後卻弄巧成拙而灼傷。為報復而誘惑皇帝，被封為月貴妃且將被貶為宮女的林真兒調到居住的福月宮中，與涂思成組成聯盟對付涂思熠。 第26集，因林真兒與涂思熠眉來眼去而罰林真兒到河邊取水。 第27集，因思成的計劃敗露，皇帝因而廢除其貴妃之位。變得精神恍惚，後與沈戴夫回到浣月國。 |
| 金璐瑩 | 涂思雅   | 褚星國公主 涂思熠的妹妹 為長公主傳達涂思熠與林真兒之間的相處 內容 第2集，告知涂思熠與林真兒皇帝南巡歸來。 第3集，因林真兒協助其解決涂思成夫婦的挑釁而登門道謝並和好。後向長公主匯報涂思熠和林真兒合房一事。 第4集，錢袋被盜後得崔塤出手相助並邀請崔塤一同用餐，後以六十兩買下只值五文的琴轉送涂思熠。 第6集，陪同涂思熠三人參與崔閣老的音律比賽，並與沈戴夫到山下集市逛逛。 第7集，與林真兒夜探崔閣老書房並遇到崔塤。 第17集，與涂思雅一同尋找毒藥並輪流含在口中保存。 第19集，陪同崔塤前去相親。 第21集，在測謊儀上從崔塤口中得悉崔塤喜歡其。 第24集，受涂思熠委託探望比貶的林真兒。 第25集，被皇帝下旨前往沅日國與李長秀和親。 第26集，聽到崔塤的告白後決定拒絕和親。 第27集，帶著丹凰軍到皇家獵場營救涂思熠等人。後與崔塤到崔府拜見家人。 |
| 陳柏融 | 涂思成   | 褚星國二王子 實非皇帝的親生兒子 患有紅綠色盲 內容 第6集，派手下前去音律大賽阻止涂思熠獲得《綠綺賦》。 第8集，派手下到崔府藏寶閣盜取《綠綺賦》。 第10集，在皇帝面前告發涂思熠將《綠綺賦》送給了李長秀，通敵賣國。 第11集，派殺手到麒蔚茶樓暗殺涂思熠，並處置何大人以免其計劃被揭發。 第13集，成為友好大使並指使涂思熠去記錄來賓禮品。晚上在寢殿與查蕊蕊蒙眼嬉鬧。翌日因使臣名單自行焚毀而被皇帝斥責並奪去友好大使一職。 第15集，在沈戴夫假扮成涂思熠與慕容芊月郊遊時派出假的山賊襲擊二人，卻被真的山賊刺中腹部。 第21集，用銀針刺中皇貴妃的穴位使其瘋癲而無法揭發其計劃。 第23集，帶人追捕林真兒且獲得林真兒的遺書，被林真兒拉著墜入懸崖。後與涂思熠押解林真兒回到京城，並將遺書呈交皇帝。 第25集，與慕容芊月組成聯盟對付涂思熠。 第26集，戴著被調換的綠帽子在軍中分發酸梨，從中得知涂思熠知道其秘密。堅決反對皇帝以血祭天以免其身份被揭發，後與伏虎堂突襲挾持皇帝等人。 第27集，計劃敗露後自盡。 |
| 潘蕾亦 | 查蕊蕊   | 褚星國二王妃 內容 第13集，晚上在寢殿與涂思成蒙眼嬉鬧。 第26集，告知涂思成其頭上的帽子為綠色而非紅色。 |

### 其他角色
| 演員   | 角色     | 簡介 |
| 王崗   | 皇帝     | 褚星國國王 內容 第3集，在林真兒冒充先皇顯靈後按照孫國師的建議同時培養涂思成和涂思熠。 第10集，在涂思成告發涂思熠「通敵賣國」後派人捉拿涂思熠，並下令將林真兒關入天牢。 第12集，打算從涂思成與涂思熠當中選出一人作友好大使，並按林真兒的提議舉行評選比賽。 第13集，斥責涂思成並奪去其友好大使一職。 第15集，讓涂思熠迎娶慕容芊月被拒絕後，以抗旨罪罰涂思熠去駐守龍脈兩年。 第20集，陷入尹天善的圈套後，冊封安昭儀為貴妃。 第21集，答應林真兒讓眾人測謊儀找出謀害安貴妃的真兇。 第22集，在祭拜典禮上被假法師刺殺傷及經脈，幸得林真兒拯救，後將調查一事交予涂思熠。 第23集，將林真兒貶為宮女。 第24集，下令杖責林真兒一百，在涂思熠求情後更下令杖責二百。在安貴妃求情後才放過二人。 第25集，在慕容芊月的誘惑下封其為月貴妃，並被其勸說將涂思雅送去沅日國與李長秀和親。 第26集，答應涂思熠以血祭天的提議，後被涂思成襲擊。 第27集，恢復林真兒為三王妃，廢除慕容芊月貴妃之位。 第28集，決心傳位予涂思熠。 |
| 汪晴   | 安昭儀   | 安昭儀 → 安貴妃 內容 第19集，遇到留宿宮中的林真兒，並邀請涂思熠與林真兒到寢宮。 第20集，按照尹天善設計的圈套，連續六天吹奏曲子。後因生辰八字符合為皇帝沖喜的條件而被封為安貴妃。 第24集，在涂思熠與林真兒被罰時以腹中胎兒求情。 |
| 薛小冉 | 皇貴妃   | 皇貴妃 內容 第21集，質疑測謊儀的真偽，並被發現是謀害安貴妃的真兇。後想揭發涂思成的計劃而被涂思成以用銀針刺中穴位，變得瘋癲。 |
| 譚琍敏 | 長公主   | 褚星國長公主 內容 第3集，邀請涂思熠到錦夕宮相聚。 第4集，宣召林真兒入宮，並要求林真兒離開涂思熠。 第18集，罰林真兒到藏書閣抄《女戒》一百遍。 |
| 曹天愷 | 李長秀   | 沅日國王子 內容 第6集，為祖母沅日國太后取得《綠綺賦》而參與崔閣老的音律比賽。 第7集，身穿夜行衣夜探崔府。 第9集，遇到回京路上的涂思熠並獲贈《綠綺賦》。 第11集，在麒蔚茶楼被迷倒，後被涂思熠救出並為林真兒向皇帝解釋。 第12集，離開褚星國。 |
| 丁建鈞 | 浣月王   | 浣月國國王 內容 第13集，攜公主慕容芊月前來褚星國朝拜。 第16集，因其過於醜陋而暗殺選婿大賽的最後一名選手。 |
| 滕宇飛 | 查太傅   | 太傅 查蕊蕊的父親 |
| 邱柏皓 | 尹天善   | 林父的義子 林真兒的義兄 為義父報仇而混入王府 內容 第19集，與涂思熠回到王府，並在涂思熠與林真兒身上進行實驗。 第20集，協助安昭儀得到皇帝寵愛。 第22集，假扮法師刺殺皇帝。將林真兒帶回住處，質問並告訴林真兒身份的真相，答應離開京城。 第23集，在涂思熠與林真兒被涂思成追殺時犧牲為二人換取時間。 |
| 王沚淵 | 英姐     | 崔府下人 內容 第7集，揭發崔塤是崔府少爺，將崔氏爺孫之間的糾葛和涂思熠被崔塤騙財一事分別告知涂思熠與崔閣老。 |
| 岳冬峰 | 諸葛滔滔 | 神棍、神算 內容 第12集，占卜涂思熠與林真兒命格相克。 第22集，帶林真兒回到住所並告知林真兒實為了伺機刺殺皇上報父仇而進入王府。 |
| 李小明 | 朱公公   | 皇貴妃太監 內容 第19集，到冷宮征討保護費。 第21集，驗證測謊儀的真偽，並在深夜前往嘗試破壞測謊儀。 |
| 郭東斌 | 馬公公   | 太監 內容 第18集，勸說林真兒留宿宮中，並告知林真兒宮中鬧鬼的傳說。 |
| 劉頔   | 肖恩     | 遊戲《殿下攻略》開發工程師 內容 第1集，用涂思熠的手機聯繫林錚錚前來營救被困遊戲的涂思熠。 第13集，透過漂流瓶告知林真兒，涂思熠只有和慕容芊月成親才能快速登基。 第28集，被遊戲老闆發覺其與林錚錚營救涂思熠並被制服。 第29集，過漂流瓶告知林真兒遊戲被強制關閉而十秒後會退出，且涂思熠需親手殺死大反派林真兒方能逃出。 第30集，修改遊戲參數使涂思熠武藝高強並跳到最後關卡以營救林錚錚。 |

## 原聲帶
| 曲序 | 曲目                     |              | 作曲 | 演唱   |
| ---- | ------------------------ | ------------ | ---- | ------ |
| 1.   | 我想和你在一起（片頭曲） | 白雲劍、子軒 | 鴨毛 | 唐曉天 |
| 2.   | 背後（片尾曲）           | 白雲劍       | 鴨毛 | 程嘉欣 |
| 3.   | 不確定情人（插曲）       | 子軒         | 鴨毛 | 唐曉天 |

## 外部連結
- 《惹不起的殿下大人》官方微博 （页面存档备份，存于）
- YouTube上的《惹不起的殿下大人》播放清單 （页面存档备份，存于）